# Karl Bschorr
Karl Bschorr (* 2. Oktober 1903 in Schillingsfürst, Landkreis Ansbach; † 14. September 1989 in München) war ein deutscher Gärtner.
Er war ab 1970 1. Vorsitzender des Bayerischen Gärtnerei-Verbands. Von April 1970 bis Dezember 1977 war er als Vertreter der Gruppe Land- und Forstwirtschaft Mitglied des Bayerischen Senats.